# ليليانا ناتسير
ليليانا ناتسير (بالإنجليزية: Liliyana Natsir) (من مواليد 9 سبتمبر 1985) لاعبة كرة ريشة إندونيسية سابقة متخصصة في فئة الزوجي. وهي واحدة من لاعبات الساحة الأمامية المميزات، وتتمتع بالبراعة والمهارة في التحكم بالريشة. حققت سجلاً هائلاً على مدى أكثر من عقدين من الزمن من خلال فوزها بذهبية وفضية في دورة الألعاب الأولمبية، بالإضافة إلى أربع ميداليات ذهبية في بطولة العالم للريشة الطائرة. يُشاد بإنجازاتها على نطاق عالمي، وتم انتقاؤها لتكون جزءًا من قاعة مشاهير الاتحاد الدولي لكرة الريشة في عام 2022. صُنفت ناتسير في المرتبة الأولى عالميًا في "التصنيف العالمي للاتحاد الدولي لكرة الريشة" في فئة الزوجي المختلط مرتين مع شريكين مختلفين.
بالشراكة مع "نوفا ويديانتو"، فازت بالميدالية الذهبية في بطولتي العالم لكرة الريشة لسنتي 2005 و2007، وكذلك في كأس العالم لعام 2006؛ وبطولة آسيا لعام 2006؛ وكذلك ميدالية فضية في أولمبياد بكين 2008. ثم تشاركت مع تونتوي أحمد وسرعان ما أقاما شراكة قوية. انتزع الثنائي لقب بطولة العالم لكرة الريشة في عامي 2013 و2017، وكذلك بطولة آسيا لعام 2015، وحصلا على الميدالية الذهبية في أولمبياد ريو 2016. كما تصدرا التصنيف العالمي لفئة الزوجي المختلط في 3 مايو 2018.
كانت ناتسير ثاني امرأة إندونيسية تحصل على الميدالية الذهبية الأولمبية بعد سوسي سوسانتي في عام 1992، وخلفها لاحقًا جريسيا بولي وأبرياني راهايو في عام 2021. ومن بين إنجازاتها حصولها على ثلاثة ألقاب متتالية في "بطولة عموم إنجلترا لكرة الريشة" للأعوام 2012-2014،  وفي عام 2016، أصبحت هي وتونتوي أحمد أول ثنائي إندونيسي مختلط يفوز بميدالية ذهبية في الألعاب الأولمبية. وهي تحمل أكبر عدد من الألقاب في بطولة العالم لكرة الريشة في فئة الزوجي المختلط.

## الحياة المبكرة
منذ طفولتها، حلمت ناتسير بأن تصبح لاعبة كرة الريشة. بدأت لعب كرة الريشة عندما كان عمرها تسع سنوات في نادي تنس الريشة المحلي "بي بي بيسوك" في مانادو. وبعد ثلاث سنوات قررت الانتقال إلى جاكرتا وانضمت إلى نادي الشباب "تانغكاس ألفامارت". انضمت إلى المنتخب الوطني الإندونيسي لتنس الريشة في عام 2002، جنبا إلى جنب مع صديقتها "ناتاليا كريستين بولوكان"، وعندما فازت هي وبولوكان بلقب زوجي السيدات في ألعاب بيمودا الوطنية (الألعاب الرياضية للشباب)، لاحظ "ريتشارد مايناكي" مهاراتها ودعاها للعب في الزوجي المختلط مع "نوفا ويديانتو".

## المهنة

### 2000‏-2002: بداية المسيرة المهنية، بطلة آسيا للناشئين
كممثلة لفريق تانغكاس، بدأت ناتسير بالازدهار في مسابقة زوجي السيدات بصحبة شريكتها "ناتاليا كريستين بولوكان" وفاز الثنائي بعدة بطولات وطنية في عام 2000. وظهرت لأول مرة على المستوى الدولي في "بطولة آسيا لكرة الريشة للناشئين 2001" في تايبيه بتايوان، حيث فازت هي وزميلاتها بالميدالية البرونزية في منافسة الفرق للفتيات. شاركت ناتسير مع بولوكان في أول بطولة لها في "بطولة إندونيسيا المفتوحة 2001"، ولكن الثنائي توقف في الجولة الأولى. ثم تمكنت ناتسير وبولواكون من الفوز ببطولة إندونيسيا الوطنية للناشئين مما أهلها للانضمام إلى مركز التدريب الوطني. وبالشراكة مع "ماركيس كيدو" حققت لقب الزوجي المختلط في بطولة آسيا للناشئين لعام 2002. كما حصلت على ثلاثة ميداليات برونزية في منافسات الفرق المختلطة، وزوجي الفتيات، والزوجي المختلط في بطولة العالم للناشئين.

### 2003‏-2005: ذهبية في جنوب شرق آسيا، ولقب بطلة العالم
في عام 2003، ركزت ناتسير على اللعب في فئة زوجي السيدات، وبدأت رحلتها في حدث سباق الجائزة الكبرى 2003 (بالإنجليزية: IBF Grand Prix) مع شريكتها "إني إرلانجا"، لكن الثنائي لم يحقق نتائج مرضية وخرجا في الأدوار الأولى. شاركت أيضًا في بطولة العالم مع "ديفي سوكما ويجايا"، ولكنها خرجت من الجولة الثانية. وفي ديسمبر شاركت ناتسير في "ألعاب جنوب شرق آسيا لعام 2003" في فيتنام وفازت بميدالية فضية في فئة زوجي السيدات وميدالية برونزية في منافسة الفرق. ومن يناير إلى أكتوبر 2004 لعبت ناتسير فئة زوجي السيدات مع شركاء مختلفين؛ بما فيهم بولوكان، و"إرلانجا"، و"رينتان أبريليانا"، وغريسيا بولي.
نجحت ناتسير في الوصول إلى مراحل متقدمة عندما كانت تلعب مع غريسيا بولي، فقد وصلا إلى ربع النهائي في بطولة ماليزيا المفتوحة. بعدها تنافست ناتسير في دورة الألعاب الرياضية الوطنية حيث حصلت هي وشريكتها بولوكان على ميدالية ذهبية في شمال سولوسيوي. ولاحظ مدرب الزوجي المختلط الإندونيسي "ريتشارد مايناكي" موهبتها ودعاها للعب في فئة الزوجي المختلط. وقد ظهرت ناتسير لأول مرة في الزوجي المختلط مع "نوفا ويديانتو" ووصلت إلى نصف نهائي بطولة الصين المفتوحة. وبعد أسبوع واحد فقط أحرزت ناتسير أول لقب لها في سباق الجائزة الكبرى في بطولة سنغافورة المفتوحة، بعدما تغلبت على الثنائي الماليزي "كو كين كيت" و"ونغ باي تي" بنتيجة مبهرة بلغت 15-1 و15-4.
واجهت ناتسير موسم النصف الأول من سنة 2005 بدون ألقاب، لكنها عادت للظهور على الساحة الدولية بالوصول إلى النهائيات في بطولة سويسرا المفتوحة،  والوصول إلى الدور نصف النهائي في بطولتي كوريا وعموم إنجلترا المفتوحتين، والدور ربع النهائي في بطولات اليابان وسنغافورة وماليزيا المفتوحة. كما شاركت في كأس سوديرمان حيث وصل فريق إندونيسيا إلى المباراة النهائية ضد الصين. وفي أغسطس تمكنت ناتسير ونوفا ويديانتو من الفوز بالميدالية الذهبية في بطولة العالم بعد فوزهما على اللاعبين الصينيين الصاعدين "شيه تشونغبو" و"تشانغ ياوين". وبهذا الفوز كسرا جفاف الألقاب الذي استمر لمدة 12 عامًا في الزوجي المختلط وأصبحا ثاني ثنائي إندونيسي يفوز باللقب بعد "كريستيان هاديناتا" و"إيميلدا ويجونو" في 1980. وفي الشهر التالي فازا بلقب البلد الأم وهو بطولة إندونيسيا المفتوحة. وفي ديسمبر حصلتا على الميدالية الذهبية لدورة "ألعاب جنوب شرق آسيا" وأنهيتا الموسم بحصد الفضية في كأس العالم.

### 2006: بطلة آسيا ولقب كأس العالم
في عام 2006، فازت ناتسير وشريكها نوفا ويديانتو ببطولة آسيا وحصلوا على ثلاثة ألقاب في سباقا الجائزة الكبرى العالمية. وصلا إلى الدور نصف النهائي في بطولة عموم إنجلترا المفتوحة لكنهما خسرا أمام البطل السابق ناثان روبرتسون وجيل إيمز. ولعبت ناتسير ضمن منتخب إندونيسيا للسيدات في التصفيات المؤهلة لكأس يوبر، لكن الفريق لم ينجح في التأهل للبطولة الرئيسية. وفي أبريل حققت ناتسير أول لقب لها في بطولة آسيا بعدما تفوقت على الثنائي التايلاندي "سودكيت براباكامول" و"سارالي ثونجثونجكام" في المباراة النهائية. في بطولة إندونيسيا المفتوحة التي أقيمت في يونيو، لم تتمكن ناتسير وشريكتها نوفا ويديانتو من الدفاع عن لقبهما بعدما خسرا المباراة أمام "شيه تشونغبو" و"تشانغ ياوين". وبعد أسبوع واحد فقط حققا أول لقب لهما في سباق الجائزة الكبرى لعام 2006 في بطولة سنغافورة المفتوحة بعدما تغلبا على الثنائي روبرستون وإيمز في مباراة نهائية مثيرة. ثم توجّها للفوز ببطولتي تايبيه الصينية وكوريا المفتوحتين. وتوقفا عند الحاجز الأخير في نهائي بطولة هونغ كونغ المفتوحة عندما واجها زهنغ بو و"تشاو تينغ تينغ".
بصفتهما المصنفين الأولين في بطولة العالم لكرة الريشة 2006، تعرضت ناتسير وشريكها لخسارة قاسية في الجولة الثالثة لصالح "كو كين كيت" و"وونغ باي تي تي". بعد ذلك وصلوا إلى نهائيات بطولة اليابان المفتوحة لكنهم خسروا أمام مواطنيهم "فلاندي ليمبيلي" وفيتا ماريسا. وفي كأس العالم الذي أقيم في مدينة ييانغ الصينية، تمكن ثنائي ناتسير ونوفا من تحويل ميداليتهم الفضية السابقة إلى ذهبية بالفوز ضد الفائزين السابقين "شيه تشونغبو" و"تشانغ ياوين". شاركت ناتسير أيضًا في دورة الألعاب الآسيوية في الدوحة بقطر ولكنها لم تتمكن من المساهمة بأي ميدالية لبلادها.

### 2007: اللقب الثاني في بطولة العالم
بدأت شراكة ناتسير و"ويديانتو" خلال النصف الأول من موسم العام 2007 بدون أية ألقاب بحوزتهما. ووصلوا إلى المرحلة النهائية في بطولة إندونيسيا المفتوحة، ولكن طريقهم لتحقيق اللقب اصطدم بزهنغ بو وقاو لينغ. وشاركت ناتسير للمرة الثالثة في كأس سوديرمان، إلا أن المنتخب الإندونيسي لا يزال غير قادر على رفع الكأس من يد الأبطال الصينيين الذين احتفظوا باللقب. وبينما كانت ناتسير تركز على فئة الزوجي المختلط مع شريكتها نوفل ويديانتو، عادت إلى المرحلة التنافسية في زوجي السيدات مع فيتا ماريسا. وقد أثمر تعاون ناتسير وماريسسا في الظهور الأول لهما بفوزهما بلقب بطولة الصين للماستر. وفي يوليو تمكنت ناتسير ونوفل ويديانتو من الفوز بأول لقب لهما هذا العام في بطولة الفلبين المفتوحة. وأخيرًا حصلوا على ثاني لقب لهم في بطولة العالم بتغلبهم على الثنائي الأعلى تصنيفًا "زهنغ بو" و"قاو لينغ" في المباراة النهائية.
في بطولة اليابان المفتوحة التي أقيمت في سبتمبر، تعرض فريق ناتسير وشريكتها للهزيمة في الدور الثاني من زوجي السيدات على يد قاو لينغ وشريكتها،  مما جعل رصيدهما في المواجهات المباشرة ضد ثنائي "قاو-زهنغ" يتراجع إلى 2-3. وتمكنوا بعدها من تحقيق فوزين متتاليين في بطولتي الصين وهونج كونج المفتوحتين، حيث تمكنوا أيضًا في هونج كونج من الانتقام لهزيمتهم أمام فريق "قاو-زهنغ". وخلال ألعاب جنوب شرق آسيا المقامة في تايلاند، نجح فريق ناتسير وماريسا في الحصول على الميدالية الذهبية في زوجي السيدات، بعدما تغلبوا على زملائهم الإندونيسيين "جو نوفيتا" وغريسيا بولي في مباراة مباشرة. كما ساهم هذا الانتصار في حصول منتخب السيدات الإندونيسي على الميدالية الذهبية في البطولة الجماعية.

### 2008‏-2009: فضية أولمبياد بكين، وفضية بطولة العالم
بدأت ناتسير الموسم الجديد لعام 2008 بالمشاركة في بطولتي ماليزيا وكوريا المفتوحة في يناير. وفي منافسات الزوجي المختلط مع شريكها ويديانتو، تم إقصاؤهما من ربع النهائي في ماليزيا ومن الجولة الأولى في كوريا على يد الثنائي الكوري الجنوبي لي يونغ داي ولي هيو جونغ. وبالاشتراك مع ماريسا في زوجي السيدات تعرضوا للخسارة في الدور الثاني في ماليزيا وفي ربع النهائي في كوريا أيضًا. وعلى صعيد البطولات الأوروبية، وصل كلٌ من ناتسير ونوفل ويديانتو إلى المباراة النهائية في بطولة عموم إنجلترا المفتوحة وإلى نصف النهائي في بطولة سويسرا المفتوحة. بينما في زوجي السيدات خسرت ناتسير وماريسا في الدور الثاني في كلتا البطولتين.
في بطولة آسيا في جوهر بهرو بماليزيا، تمكنت ناتسير من الفوز بميدالية فضية في فئة الزوجي المختلط وأخرى برونزية في فئة زوجي السيدات. وساعدت ناتسير جنبًا إلى جنب مع فريق منتخب إندونيسيا للسيدات، الفريق في الوصول إلى نهائي كأس يوبر. ثم تمكنت ناتسير وشريكها نوفيل ويديانتو من إحراز أول لقب لهما خلال العام في بطولة سنغافورة المفتوحة. وبعدها حققا لقب زوجي السيدات في بطولة إندونيسيا المفتوحة بالتعاون مع زميلتهما ماريسا.
تأهلت ناتسير للمشاركة في بطولة تنس الريشة بدورة الألعاب الأولمبية الصيفية لعام 2008، وخاضت منافسات الزوجي المختلط مع شريكتها نوفا ويديانتو وحصلت على الميدالية الفضية. خسرت المباراة النهائية أمام لي يونغ داي ولي هيو جون من كوريا الجنوبية بنتيجة شوطين مقابل لا شيء بواقع 11-21 و17-21. كما شاركت في منافسة زوجي السيدات برفقة فيتا ماريسا لكنها خسرت ضد يانغ وي وتشانغ جيفين من الصين في الجولة الأولى. وبعد الأولمبياد وصل الثنائي للمباراة النهائية في بطولتي اليابان المفتوحة والصين للماسترز. ووصل الثنائي أيضًا للدور نصف النهائي في بطولة فرنسا المفتوحة،  والدور ربع النهائي في بطولة هونغ كونغ المفتوحة.
بينما كانت بصحبة ماريسا، تأهلت ناتسير للأدوار نصف النهائية في بطولة اليابان المفتوحة، وربع النهائي في بطولة الصين والماستر وفرنسا المفتوحة وهونغ كونغ المفتوحة. تأهلن ناتسير أيضاً للمنافسة في نهائيات سلسلة السوبر ماسترز في كل من زوجي السيدات والمختلط. وتقدمت هي وشريكاتها ووصلن للنهائيات، لكنهن خسرن المباراة لصالح تشين يي هوي ووانج باي تي من ماليزيا في فئة زوجي السيدات بشوطين نظيفين، وكذلك خسرن أمام توماس لابيروني وكاميلا ريتر يول من الدنمارك في فئة الزوجي المختلط بثلاثة أشواط مقابل شوط واحد.
افتتحت ناتسير موسم عام 2009 بفوزها ببطولة ماليزيا المفتوحة في منافسة الزوجي المختلط مع نوفا ويديانتو. تغلب الثنائي على البطل الأولمبي الحالي لي يونغداي ولي هيوجونغ في مباراة نهائية مكونة من شوطين نظيفين. قررت شريكة ناتسير في منافسة زوجي السيدات فيتا ماريسا الاستقالة من الفريق الوطني في أوائل عام 2009. عندما تم الإعلان عن هذا القرار اضطرت ناتسير وماريزا للانفصال والتركيز على حياتهما المهنية الخاصة بهما. لعبتا آخر منافسة لهما معاً في بطولة ماليزيا المفتوحة وتأهلتا إلى ربع النهائي. أثناء التنافس على المركز الأول عانت ناتسير وويديانتو من الخروج المبكر في بطولة كوريا المفتوحة،  ووصلا للدور نصف النهائي في بطولة سنغافورة المفتوحة، وأيضًا في الدور ربع النهائي في بطولة عموم إنجلترا وسويسرا وإندونيسيا المفتوحة.
طوال نصف موسم 2009، عانوا من الهزيمة مرتين بواسطة تشنغ بو وزميلته الجديدة ما جين في بطولتي سويسرا وإندونيسيا المفتوحتين. وفي أغسطس وصلت ناتسير وويديانتو للمباراة النهائية لبطولة العالم، لكنهما انهزما لصالح توماس لابيروني وكاميلا ريتر يول. ثم فازا باللقب في بطولة فرنسا المفتوحة، وأنهيا كوصيف في بطولة هونغ كونغ المفتوحة. شاركت ناتسير بعد ذلك في الدورة الرابعة لألعاب جنوب شرق آسيا، وفازت بميدالية ذهبية في منافسة الزوجي المختلط مع ويديانتو وميدالية فضية في فريق السيدات. أنهت ناتسير وويديانتو الموسم وهما يحتلان المرتبة الثانية عالمياً.

### 2010: ثلاثة شركاء مختلفين
بدأت ناتسير موسم عام 2010 في بطولة ماليزيا المفتوحة مع شريكتها نوفا ويديانتو. ولسوء الحظ تعرضن لصدمة بهزيمتهن في الجولة الأولى أمام "كو سونج هيون" و"ها جونغ إيون". لكنهن تمكنّ فيما بعد من تحسين أدائهن بالوصول للنهائي في بطولة عموم إنجلترا المفتوحة. واجهن تشانغ نان وتشاو يونلي في المباراة وخسروها بثلاثة أشواط متقاربة. حاولت ناتسير الشراكة مع ديفين لاهاردي فيتريوان، الذي صرح المدرب الوطني ريتشارد مايناكي أنه قادر على معادلة قدرات ناتسير. وظهر ظهورهما الأول بشكل جيد حيث تأهلا لنصف نهائي بطولة آسيا.
عادت ناتسير للعمل مع شريكتها السابقة ويديانتو وتقدمتا إلى نهائي بطولة سنغافورة المفتوحة، ولكن خسرتا لصالح الثنائي الدنماركي توماس لايبورن وكاميلا ريتر يول للمرة الثالثة على التوالي. أما في بطولة إندونيسيا المفتوحة المقامة على أرض الوطن، خسر الثنائي مباراة نصف نهائية ضد روبرت ماتيوسيك وناديزدا زيبا من بولندا. وبالشراكة مع فيتريوان، فازت ناتسير ببطولة ماليزيا جراند بريكس الذهبية بعدما تغلبن على الثنائي التايلاندي المخضرم "سودكيت برابكامول" و"سارايل ثونغثونغكام" في المباراة النهائية.
في يوليو 2010 حاول المدرب الرئيسي ريتشارد مايناكي تشكيل فريق زوجي يجمع بين ناتسير والشاب تونتوي أحمد. وكانت بداية هذا الفريق جيدة وحقق نتائج إيجابية بفوزه في بطولة ماكاو المفتوحة وتغلبه على ثنائي "هندرو آفيرا غونانوا" و"فيتا ماريسا" في المباراة النهائية. وبعد أسبوع واحد فقط، خسر الثنائي أمام الخصم ذاته في المباراة النهائية لبطولة الصين تايبيه المفتوحة. وبتصنيفهما كرقم 1 في بطولة العالم للاتحاد الدولي لكرة الريشة، تم إيقاف ناتسير وويديانتو في ربع النهائي بواسطة زهنغ بو وما جين، لتكون تلك الهزيمة الثالثة لهما على التوالي أمام نفس الثنائي.
في بطولتيهما الأخيرتين، خسر ثنائي "ناتسير-ويدانتو" في ربع النهائي أمام الثنائي الصيني شو تشن ويو يانغ في بطولة الصين للماسترز، وأمام تشانغ نان وتشاو يونلي في الجولة الثانية من بطولة اليابان المفتوحة. وقد أعلن رسميًا انفصال شراكة ويداندو وناتسير في سبتمبر 2010. وبشكل إجمالي فاز هذا الثنائي بميداليتين ذهبيتين في بطولة العالم للريشة الطائرة وأربع عشرة لقبًا معًا، وكانا لا يزالان في المرتبة الأولى عالميًّا عندما أُعلِن القرار. وفي أكتوبر فاز ثنائي ناتسير وأحمد بجائزة إندونيسيا الكبرى للماسترز الذهبية في ساماريندا، متفوقين بذلك على ثنائي مستقل مكون من ماركيس كيدو وليتا نورليتا. لسوء الحظ تلقوا هزيمة في مباراتهم الافتتاحية في دورة الألعاب الآسيوية على يد الثنائي التايواني الذي يحمل التصنيف الخامس "تشين هونغ لينغ" و"تشينغ وين شينغ" في الجولة الثانية بعد لعب مباراتين متتاليتين.

### 2011‏-2012: ذهبية في الألعاب البحرية، برونزية بطولة العالم، أول لقب إنجليزي، وأولمبياد لندن

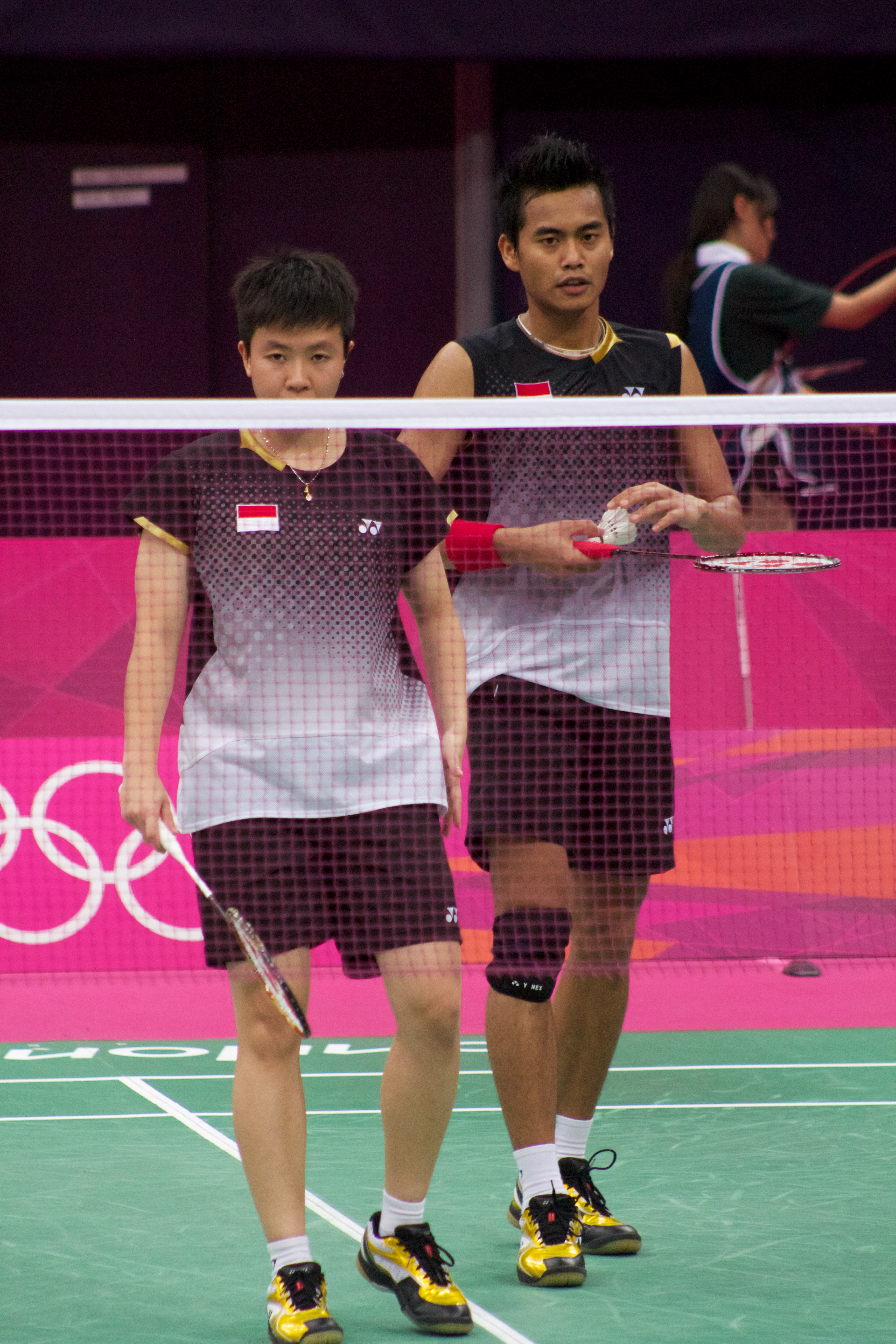
ناتسير وتونتوي أحمد في حدث تنس الريشة في الألعاب الأولمبية الصيفية 2012

بدأ ناتسير موسم 2011 مع أحمد بنتائج غير مرضية. حيث خسروا في الأدوار المبكرة في بطولة ماليزيا المفتوحة، وفي الدور ربع النهائي في بطولة كوريا المفتوحة، وفي الجولة الثانية في بطولة عموم إنجلترا المفتوحة. وفي بطولة سويسرا المفتوحة شاركت في حدثين مختلفين في فئة الزوجي، ففي الزوجي المختلط وصلوا إلى نصف النهائي مع أحمد، بينما هُزموا في زوجي السيدات في الجولة الأولى مع "بيا زباديا برناديت". ثم قام ناتسير وأحمد بزيادة أدائهما وتحقيق ثلاثة ألقاب متتالية، وهي بطولة الهند المفتوحة،  جائزة ماليزيا الكبرى الذهبية،  وبطولة سنغافورة المفتوحة. بعد الألقاب المتتالية في مايو إلى يونيو، وصلوا إلى أعلى تصنيف مهني لهما باعتبارهم المصنف الثاني عالميًا، وتمكنوا من الوصول إلى المباراة النهائية في بطولة إندونيسيا المفتوحة لكنهم خسروا أمام البطل الحالي تشانغ نان وتشاو يونلي. كما فاز الثنائي بميدالية برونزية في بطولة العالم التي أقيمت في لندن.
في سبتمبر وصل الثنائي ناتسير وتونتووي إلى المباراة النهائية لبطولة تايبيه الصينية المفتوحة، لكنهما خسرا أمام كو سونغ-هيون وإوم هاي-وون. شاركت ناتسير في ألعاب جنوب شرق آسيا لعام 2011 وفازت بالميدالية الذهبية في الزوجي المختلط مع أحمد،  والميدالية الفضية مع فريق إندونيسيا للسيدات. وفاز الثنائي أيضًا بلقب في بطولة ماكاو المفتوحة بعدما انسحب الثنائي التايواني "تشن هونغ لينغ" و"تشينغ ون شينج" في المباراة النهائية. ونجح الثنائي في التأهل للمشاركة في نهائيات سلسلة السوبر العالمية للريشة الطائرة، لكن تم إقصاؤهما من مرحلة المجموعات.
بدأت ناتسير وشريكتها موسم عام 2012 بأداء مخيب للآمال في بطولتي كوريا وماليزيا المفتوحتين، حيث توقف مشوارهم عند الدور ربع النهائي والدور نصف النهائي على التوالي. وفي مارس تمكن الثنائي من الفوز بأول لقب لهما في بطولة عموم إنجلترا المفتوحة، واحتفلوا بهذا الانتصار كأول فوز بلقب زوجي مختلط لإندونيسيا بعد مرور 33 عاماً.
شاركت ناتسير في الزوجي المختلط في دورة الألعاب الأولمبية الصيفية لعام 2012 مع شريكتها باعتبارهما المصنفالرابع. وتصدر الثنائي المجموعة الثالثة بدون خسارة. وفي دور الثمانية تغلبوا على الفريق الألماني المكون من ميخائيل فوكس وبيرجيت ميشيلز، ولكن كان عليهم الاعتراف بصعوبة المنافسة ضد الزوجين الصينيين المصنفين الثانيين شو تشين وما جين في الدور نصف نهائي. وأخيرًا لم يتمكنوا من رفع علم إندونيسيا عالياً بعدما خسروا مباراة الميدالية البرونزية لصالح الثنائي الدنماركي خواكيم فيشر نيلسن وكريستينا بيدرسن.

### 2013: اللقب الثالث في بطولة العالم
حصلت على بطولة العالم لكرة الريشة لعام 2013 في قوانغتشو مع شريكتها تونتوي، بعد فوزها على الثنائي المصنف الأول على مستوى العالم آنذاك "تشانغ نان" و"زهاو يونلي" في نصف النهائي والثنائي الأعلى تصنيفا "شو تشن" و"ما جين" في النهائيات.

### 2014: اللقب الثالث في بطولة إنجلترا المفتوحة
فاز ناتسير ببطولة عموم إنجلترا المفتوحة لثلاث مرات متتالية من عام 2012 إلى عام 2014،  وشاركت في دورة الألعاب الآسيوية 2014 في إنتشون بكوريا الجنوبية،  وفازت بميدالية فضية في الزوجي المختلط مع أحمد.

### 2015: اللقب الثاني في بطولة آسيا
فازت بالميدالية الذهبية في بطولة الريشة الآسيوية 2015، وفي المباراة النهائية تغلبت مع شريكها تونتوي على "لي تشون هي" و"تشاو هوي وا" من هونغ كونغ بنتيجة 21-16 و21-15، كما حققا تفوقًا بثلاثة انتصارات مقابل لا شيء ضد هذا الفريق.

### 2016: ميدالية ذهبية في أولمبياد ريو
شاركت ناتسير في ثلاث دورات أولمبية، حيث شاركت في منافسات الزوجي المختلط عام 2016 برفقة شريكها تونتوي أحمد،  وأحرزا ذهبية الزوجي المختلط في الريشة الطائرة.
| الألعاب الأولمبية الصيفية 2016 – الزوجي المختلط | الألعاب الأولمبية الصيفية 2016 – الزوجي المختلط | الألعاب الأولمبية الصيفية 2016 – الزوجي المختلط | الألعاب الأولمبية الصيفية 2016 – الزوجي المختلط | الألعاب الأولمبية الصيفية 2016 – الزوجي المختلط |
| الجولة                                          | الشريك                                          | الخصم                                           | النقاط                                          | النتيجة                                         |
| ----------------------------------------------- | ----------------------------------------------- | ----------------------------------------------- | ----------------------------------------------- | ----------------------------------------------- |
| مرحلة المجموعات                                 | تونتوي أحمد                                     | روبن ميدلتون ليان تشوو                          | 21–7، 21–8                                      | فوز                                             |
| مرحلة المجموعات                                 | تونتوي أحمد                                     | بودين إيسارا سافيتري أميتراباي                  | 21–11، 21–13                                    | فوز                                             |
| مرحلة المجموعات                                 | تونتوي أحمد                                     | تشان بينغ سون غو ليو يينغ                       | 21–15، 21–11                                    | فوز                                             |
| الربع النهائي                                   | تونتوي أحمد                                     | برافين جوردان ديبي سوسانتو                      | 21–16، 21–11                                    | فوز                                             |
| نصف النهائي                                     | تونتوي أحمد                                     | تشانغ نان زهاو يونلي                            | 21–16، 21–15                                    | فوز                                             |
| النهائي                                         | تونتوي أحمد                                     | تشان بينغ سون غو ليو يينغ                       | 21–14، 21–12                                    | ميدالية ذهبية                                   |

### 2017: اللقب الرابع في بطولة العالم
في بطولة العالم لكرة الريشة لعام 2017 في غلاسكو، هزم كل من ناتسير وأحمد مرة أخرى الثنائي الصيني المصنف الأول عالميًا "تشنغ سيوي" و"تشن كينغتشين" ليفوزا برابع لقب لهما في بطولة العالم.

### 2018: المركز الأول في التصنيف العالمي مع أحمد
حققت مع أحمد المركز الأول عالميًا في مايو 2018.

## الجوائز والترشيحات
| الجائزة                                   | السنة | الفئة                                                                         | النتيجة | مرجع    |
| ----------------------------------------- | ----- | ----------------------------------------------------------------------------- | ------- | ------- |
| الاتحاد العالمي لتنس الريشة               | 2022  | قاعة مشاهير كرة الريشة                                                        | ذُكر     | [ 7 ]   |
| جوائز الاتحاد الدولي لريشة الطائرة        | 2016  | جائزة المكوك الذهبي مع تونتوي أحمد                                            | فوز     | [ 146 ] |
| جائزة رابطة الصحفيين الإندونيسيين الذهبية | 2017  | الأفضل على الإطلاق مع تونتوي أحمد                                             | فوز     | [ 147 ] |
| جوائز الرياضة الاندونيسية                 | 2018  | الثنائي المختلط المفضل مع تونتوي أحمد                                         | فوز     | [ 148 ] |
| جوائز الرياضة الاندونيسية                 |       | الفريق النسائي المفضل (فريق كرة الريشة للسيدات في دورة الألعاب الآسيوية 2018) | فوز     | [ 148 ] |
| جائزة آي نيوز                             | 2017  | أفضل رياضي مع تونتوي أحمد                                                     | فوز     | [ 149 ] |
| جائزة كوني                                | 2013  | أفضل رياضي مع تونتوي أحمد                                                     | فوز     | [ 150 ] |
| جوائز اختيار الأطفال نكلوديون             | 2014  | الرياضي المفضل مع تونتوي أحمد                                                 | فوز     | [ 151 ] |
| جوائز اختيار الأطفال نكلوديون             | 2016  | الرياضي المفضل مع تونتوي أحمد                                                 | رُشِّح     | [ 152 ] |
| جوائز سيبوتار اندونيسيا                   | 2012  | ارينا ستار مع تونتوي أحمد                                                     | رُشِّح     | [ 153 ] |
| جوائز سيبوتار اندونيسيا                   | 2013  | ارينا ستار مع تونتوي أحمد                                                     | رُشِّح     | [ 154 ] |
| جوائز سيبوتار اندونيسيا                   | 2014  | ارينا ستار مع تونتوي أحمد                                                     | فوز     | [ 155 ] |
| جوائز سيبوتار اندونيسيا                   | 2016  | ارينا ستار مع تونتوي أحمد                                                     | رُشِّح     | [ 156 ] |
| جائزة شعب سيندو لهذا العام                | 2013  | شخصية العام (رياضة)                                                           | فوز     | [ 157 ] |

## الإنجازات

### الألعاب الأولمبية
زوجي مختلط
| سنة  | مكان                                                       | شريك          | الخصم                     | نتيجة        | نتيجة         |
| ---- | ---------------------------------------------------------- | ------------- | ------------------------- | ------------ | ------------- |
| 2008 | صالة الألعاب الرياضية بجامعة بكين للتكنولوجيا، بكين، الصين | نوفا ويديانتو | لي يونج داي لي هيو جونغ   | 11-21، 17-21 | ميدالية فضية  |
| 2016 | ريو سنترو - بافيليون 4، ريو دي جانيرو، البرازيل            | تونتوي أحمد   | تشان بينغ سون جوه ليو ينغ | 21-14، 21-12 | ميدالية ذهبية |

### بطولة العالم للريشة الطائرة
زوجي مختلط
| سنة  | مكان                                            | شريك          | الخصم                         | نتيجة               | نتيجة           | المرجع          |
| ---- | ----------------------------------------------- | ------------- | ----------------------------- | ------------------- | --------------- | --------------- |
| 2005 | أروهيد بوند، أنهايم، الولايات المتحدة الأمريكية | نوفا ويديانتو | شيه تشونغبو تشانغ ياوين       | 13-15، 15-8، 15-2   | ميدالية ذهبية   | [ 36 ]          |
| 2007 | ملعب بوترا الداخلي، كوالالمبور، ماليزيا         | نوفا ويديانتو | تشنغ بو جاو لينج              | 21-16، 21-14        | ميدالية ذهبية   | [ 57 ]          |
| 2009 | ملعب جاتشيبولي الداخلي، حيدر أباد، الهند        | نوفا ويديانتو | توماس لايبورن كاميلا ريتر جول | 13-21، 17-21        | ميدالية فضية    | [ 96 ]          |
| 2011 | ويمبلي أرينا، لندن، إنجلترا                     | تونتوي أحمد   | كريس أدكوك ايموجين بانكير     | 16-21، 19-21        | ميدالية برونزية | [ 128 ] [ 158 ] |
| 2013 | مركز تيانخه الرياضي، قوانغتشو، الصين            | تونتوي أحمد   | شو تشن ما جين                 | 21-13، 16-21، 22-20 | ميدالية ذهبية   |                 |
| 2015 | إستورا جيلورا بونج كارنو، جاكرتا، إندونيسيا     | تونتوي أحمد   | تشانغ نان تشاو يونلي          | 22-20، 21-23، 12-21 | ميدالية برونزية |                 |
| 2017 | ساحة الإمارات، غلاسكو، اسكتلندا                 | تونتوي أحمد   | تشنغ سيوي تشن تشينغشن         | 15-21، 21-16، 21-15 | ميدالية ذهبية   |                 |

### كأس العالم لكرة الريشة
زوجي مختلط
| سنة  | مكان                            | شريك          | الخصم                   | نتيجة        | نتيجة         |
| ---- | ------------------------------- | ------------- | ----------------------- | ------------ | ------------- |
| 2005 | الحديقة الأولمبية، ييانغ، الصين | نوفا ويديانتو | شيه تشونغبو تشانغ ياوين | 19-21، 10-21 | ميدالية فضية  |
| 2006 | الحديقة الأولمبية، ييانغ، الصين | نوفا ويديانتو | شيه تشونغبو تشانغ ياوين | 21-16، 21-18 | ميدالية ذهبية |

### الألعاب الآسيوية
زوجي مختلط
| سنة  | مكان                                                 | شريك        | الخصم                     | نتيجة        | نتيجة           |
| ---- | ---------------------------------------------------- | ----------- | ------------------------- | ------------ | --------------- |
| 2014 | صالة جييانج للألعاب الرياضية، إنتشون، كوريا الجنوبية | تونتوي أحمد | تشانغ نان تشاو يونلي      | 16-21، 14-21 | ميدالية فضية    |
| 2018 | إستورا جيلورا بونج كارنو، جاكرتا، إندونيسيا          | تونتوي أحمد | تشنغ سيوي هوانغ يا تشيونغ | 13-21، 18-21 | ميدالية برونزية |

### بطولة آسيا لكرة الريشة
زوجي سيدات
| سنة  | مكان                                 | شريك        | الخصم               | نتيجة        | نتيجة           |
| ---- | ------------------------------------ | ----------- | ------------------- | ------------ | --------------- |
| 2008 | ملعب باندارايا، جوهور باهرو، ماليزيا | فيتا ماريسا | يانغ وي تشانغ جيوين | 10-21، 10-21 | ميدالية برونزية |

زوجي مختلط
| سنة  | مكان                                                    | شريك                   | الخصم                                | نتيجة               | نتيجة           |
| ---- | ------------------------------------------------------- | ---------------------- | ------------------------------------ | ------------------- | --------------- |
| 2006 | ملعب باندارايا، جوهور باهرو، ماليزيا                    | نوفا ويديانتو          | سودكيت براباكامول سارالي ثونجثونجكام | 21-16، 21-23، 21-14 | ميدالية ذهبية   |
| 2008 | ملعب باندارايا، جوهور باهرو، ماليزيا                    | نوفا ويديانتو          | فلاندي ليمبيلي فيتا ماريسا           | 17-21، 17-21        | ميدالية فضية    |
| 2010 | ملعب سيري فورت الداخلي، نيودلهي، الهند                  | ديفين لاهاردي فيتريوان | تشان بينغ سون جوه ليو ينغ            | 21-12، 19-21، 15-21 | ميدالية برونزية |
| 2015 | صالة الألعاب الرياضية بمركز ووهان الرياضي، ووهان، الصين | تونتوي أحمد            | لي تشون هي تشاو هوي واه              | 21-16، 21-15        | ميدالية ذهبية   |
| 2016 | صالة الألعاب الرياضية بمركز ووهان الرياضي، ووهان، الصين | تونتوي أحمد            | تشانغ نان تشاو يونلي                 | 21-16، 9-21، 17-21  | ميدالية فضية    |
| 2018 | صالة الألعاب الرياضية بمركز ووهان الرياضي، ووهان، الصين | تونتوي أحمد            | وانغ ييليو هوانغ دونغبينغ            | 17-21، 17-21        | ميدالية فضية    |

### دورة ألعاب جنوب شرق آسيا
زوجي سيدات
| سنة  | مكان                                           | شريك        | الخصم                  | نتيجة              | نتيجة         |
| ---- | ---------------------------------------------- | ----------- | ---------------------- | ------------------ | ------------- |
| 2003 | مركز تان بينه الرياضي، مدينة هوشي منه، فيتنام  | إني إرلانجا | جو نوفيتا ليتا نورليتا | 13-15، 15-11، 7-15 | ميدالية فضية  |
| 2007 | جامعة وونجشاواليتكول، ناخون راتشاسيما، تايلاند | فيتا ماريسا | جو نوفيتا جريسيا بولي  | 21-15، 21-14       | ميدالية ذهبية |

زوجي مختلط
| سنة  | مكان                                                          | شريك          | الخصم                                        | نتيجة               | نتيجة           |
| ---- | ------------------------------------------------------------- | ------------- | -------------------------------------------- | ------------------- | --------------- |
| 2005 | ساحة فيلسبورتس، باسيج، الفلبين                                | نوفا ويديانتو | أنغون نوجروهو يونيتا تيتي                    | 15-6، 15-2          | ميدالية ذهبية   |
| 2007 | جامعة وونجشاواليتكول، ناخون راتشاسيما، تايلاند                | نوفا ويديانتو | سودكيت براباكامول سارالي ثونجثونجكام         | 21-13، 22-24، 16-21 | ميدالية برونزية |
| 2009 | صالة الألعاب الرياضية 1، المجمع الرياضي الوطني، فينتيان، لاوس | نوفا ويديانتو | سونجفون أنوجريتاياون كونشالا فورافيتشيتشيكول | 21-10، 20-22، 21-9  | ميدالية ذهبية   |
| 2011 | إستورا جيلورا بونج كارنو، جاكرتا، إندونيسيا                   | تونتوي أحمد   | سودكيت براباكامول سارالي ثونجثونجكام         | 21-7، 21-14         | ميدالية ذهبية   |

### بطولة العالم للناشئين
زوجي فتيات
| سنة  | مكان                                            | شريك              | الخصم           | نتيجة      | نتيجة           |
| ---- | ----------------------------------------------- | ----------------- | --------------- | ---------- | --------------- |
| 2002 | أرض المعارض في بريتوريا، بريتوريا، جنوب أفريقيا | ديفي سوكما ويجايا | دو جينغ رونغ لو | 4-11، 5-11 | ميدالية برونزية |

زوجي مختلط
| سنة  | مكان                                            | شريك        | الخصم            | نتيجة      | نتيجة           |
| ---- | ----------------------------------------------- | ----------- | ---------------- | ---------- | --------------- |
| 2002 | أرض المعارض في بريتوريا، بريتوريا، جنوب أفريقيا | ماركيس كيدو | تساو تشن رونغ لو | 4-11، 1-11 | ميدالية برونزية |

### بطولة آسيا للناشئين
زوجي مختلط
| سنة  | مكان                                             | شريك        | الخصم            | نتيجة      | نتيجة         |
| ---- | ------------------------------------------------ | ----------- | ---------------- | ---------- | ------------- |
| 2002 | ملعب كوالالمبور لتنس الريشة، كوالالمبور، ماليزيا | ماركيس كيدو | تساو تشن رونغ لو | 11-4، 11-3 | ميدالية ذهبية |

### جولة الاتحاد الدولي لكرة الريشة (لقب واحد، 3 وصيف)
كانت "جولة بي دبليو إف العالمية" التي أُعلِن عنها في 19 مارس 2017 ونفذت في عام 2018، عبارة عن سلسلة من بطولات كرة الريشة التي أقرها الاتحاد العالمي لتنس الريشة. وقد قسمت إلى فئات تتضمن نهائيات الجولة العالمية، وهي فئة السوبر 1000، والسوبر 750، والسوبر 500، وفئة السوبر 300، بالإضافة إلى وجولة بي دبليو إف سوبر 100.
زوجي مختلط
| سنة  | المسابقة           | مستوى     | شريك        | الخصم                       | نتيجة               | نتيجة  |
| ---- | ------------------ | --------- | ----------- | --------------------------- | ------------------- | ------ |
| 2018 | اندونيسيا ماسترز   | سوبر 500  | تونتوي أحمد | تشنغ سيوي هوانغ يا تشيونغ   | 14-21، 11-21        | الوصيف |
| 2018 | إندونيسيا المفتوحة | سوبر 1000 | تونتوي أحمد | تشان بينغ سون جوه ليو ينغ   | 21-17، 21-8         | الفائز |
| 2018 | سنغافورة المفتوحة  | سوبر 500  | تونتوي أحمد | جوه سون هوات شيفون جيمي لاي | 19-21، 18-21        | الوصيف |
| 2019 | اندونيسيا ماسترز   | سوبر 500  | تونتوي أحمد | تشنغ سيوي هوانغ يا تشيونغ   | 21-19، 19-21، 16-21 | الوصيف |

### سلسلة سوبر الاتحاد الدولي لكرة الريشة (23 لقب، 19 وصيف)

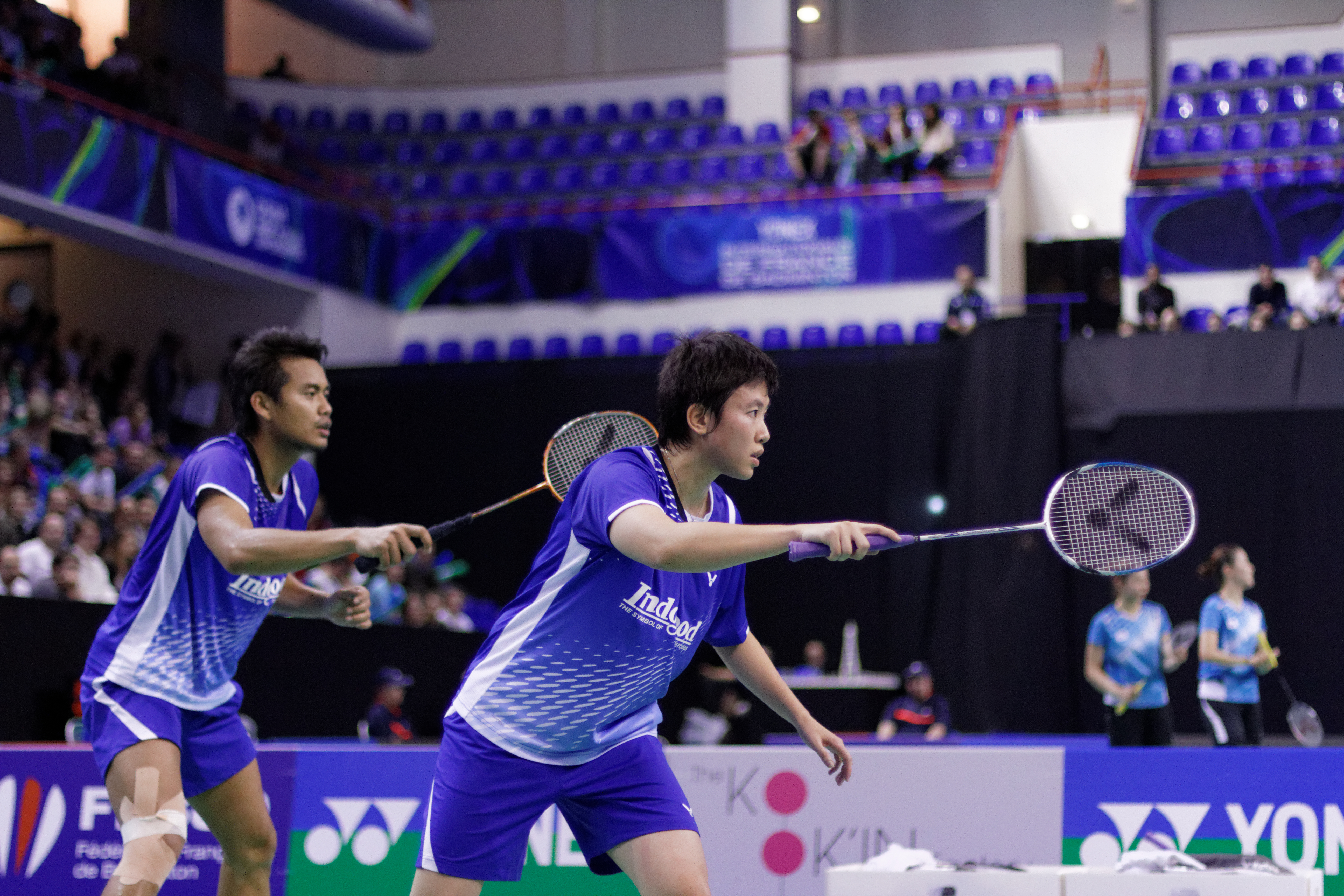
ليليانا ناتسير وتونتوي أحمد في بطولة فرنسا المفتوحة 2013

تم إطلاق بطولة سوبر سيريس من قبل الاتحاد الدولي لكرة الريشة في الرابع عشر من ديسمبر عام 2006، وتم تنفيذها في العام 2007،  وكانت عبارة عن سلسلة من البطولات النخبة الدولية للعبة تنس الريشة التي تم تنظيمها تحت إشراف الاتحاد العالمي لتنس الريشة. كانت مستويات السلسلة الممتازة هي السلسلة الممتازة والسلسلة الممتازة الأولى. كان يتضمن موسم السلسلة الممتازة اثني عشرة بطولة عالمية مختلفة والتي تم تقديمها منذ عام 2011. تمت دعوة اللاعبين الأكثر نجاحًا للمشاركة في نهائيات السلسلة الممتازة، والتي كانت تقام سنويًا في نهاية كل عام.
فازت ناتسير بالعديد من ألقاب سوبر سيريز مع بعض الشركاء مثل نوفا ويديانتو، فيتا ماريسا، وتونتوي أحمد.
زوجي سيدات
| سنة  | المسابقة                                | شريك        | الخصم                       | نتيجة               | نتيجة  |
| ---- | --------------------------------------- | ----------- | --------------------------- | ------------------- | ------ |
| 2007 | الصين ماسترز                            | فيتا ماريسا | يانغ وي تشاو تينغ تينغ      | 12-21، 21-15، 21-16 | الفائز |
| 2008 | إندونيسيا المفتوحة                      | فيتا ماريسا | ميوكي مايدا ساتوكو سويتسونا | 21-15، 21-14        | الفائز |
| 2008 | نهائيات بطولة السوبر العالمية للماجستير | فيتا ماريسا | تشين إيي هوي وونغ باي تي تي | 15-21، 20-22        | الوصيف |

زوجي مختلط
| سنة  | المسابقة                                | شريك          | الخصم                                | نتيجة               | نتيجة  |
| ---- | --------------------------------------- | ------------- | ------------------------------------ | ------------------- | ------ |
| 2007 | إندونيسيا المفتوحة                      | نوفا ويديانتو | تشنغ بو جاو لينج                     | 16-21، 11-21        | الوصيف |
| 2007 | اليابان المفتوحة                        | نوفا ويديانتو | تشنغ بو جاو لينج                     | 19-21، 14-21        | الوصيف |
| 2007 | الصين المفتوحة                          | نوفا ويديانتو | سودكيت براباكامول سارالي ثونجثونجكام | 15-21، 21-18، 21-11 | الفائز |
| 2007 | هونج كونج المفتوحة                      | نوفا ويديانتو | تشنغ بو جاو لينج                     | 21-23، 21-18، 21-19 | الفائز |
| 2008 | عموم انجلترا المفتوحة                   | نوفا ويديانتو | تشنغ بو جاو لينج                     | 21-18، 14-21، 9-21  | الوصيف |
| 2008 | سنغافورة المفتوحة                       | نوفا ويديانتو | أنتوني كلارك دونا كيلوج              | 17-21، 21-14، 21-9  | الفائز |
| 2008 | اليابان المفتوحة                        | نوفا ويديانتو | محمد رجال فيتا ماريسا                | 21-14، 15-21، 19-21 | الوصيف |
| 2008 | الصين ماسترز                            | نوفا ويديانتو | شيه تشونغبو تشانغ ياوين              | 17-21، 17-21        | الوصيف |
| 2008 | نهائيات بطولة السوبر العالمية للماجستير | نوفا ويديانتو | توماس لايبورن كاميلا ريتر جول        | 19-21، 21-18، 20-22 | الوصيف |
| 2009 | ماليزيا المفتوحة                        | نوفا ويديانتو | لي يونج داي لي هيو جونغ              | 21-14، 21-19        | الفائز |
| 2009 | فرنسا المفتوحة                          | نوفا ويديانتو | هيندرا ابريدا جوناوان فيتا ماريسا    | 21-7، 21-7          | الفائز |
| 2009 | هونج كونج المفتوحة                      | نوفا ويديانتو | روبرت ماتيوسياك ناديزدا كوستيوتشيك   | 20-22، 16-21        | الوصيف |
| 2010 | عموم انجلترا المفتوحة                   | نوفا ويديانتو | تشانغ نان تشاو يونلي                 | 18-16، 25-23، 18-21 | الوصيف |
| 2010 | سنغافورة المفتوحة                       | نوفا ويديانتو | توماس لايبورن كاميلا ريتر جول        | 12-21، 15-21        | الوصيف |
| 2011 | الهند المفتوحة                          | تونتوي أحمد   | فران كورنيوان بيا زباديا برناديت     | 21-18، 23-21        | الفائز |
| 2011 | سنغافورة المفتوحة                       | تونتوي أحمد   | تشن هونغ لينغ تشينغ ون شينج          | 21-14، 27-25        | الفائز |
| 2011 | إندونيسيا المفتوحة                      | تونتوي أحمد   | تشانغ نان تشاو يونلي                 | 22-20، 14-21، 9-21  | الوصيف |
| 2012 | عموم انجلترا المفتوحة                   | تونتوي أحمد   | توماس لايبورن كاميلا ريتر جول        | 21-17، 21-19        | الفائز |
| 2012 | الهند المفتوحة                          | تونتوي أحمد   | سودكيت براباكامول سارالي ثونجثونجكام | 21-16، 12-21، 21-14 | الفائز |
| 2012 | إندونيسيا المفتوحة                      | تونتوي أحمد   | سودكيت براباكامول سارالي ثونجثونجكام | 17-21، 21-17، 13-21 | الوصيف |
| 2012 | اليابان المفتوحة                        | محمد رجال     | تشان بينغ سون جوه ليو ينغ            | 12-21، 19-21        | الوصيف |
| 2012 | الدنمارك المفتوحة                       | تونتوي أحمد   | شو تشن ما جين                        | 21-23، 26-24، 11-21 | الوصيف |
| 2013 | عموم انجلترا المفتوحة                   | تونتوي أحمد   | تشانغ نان تشاو يونلي                 | 21-13، 21-17        | الفائز |
| 2013 | الهند المفتوحة                          | تونتوي أحمد   | كو سونج هيون كيم ها نا               | 21-16، 21-13        | الفائز |
| 2013 | سنغافورة المفتوحة                       | تونتوي أحمد   | يو يون سيونج إيوم هاي وون            | 21-12، 21-12        | الفائز |
| 2013 | الدنمارك المفتوحة                       | تونتوي أحمد   | تشانغ نان تشاو يونلي                 | 11-21، 20-22        | الوصيف |
| 2013 | الصين المفتوحة                          | تونتوي أحمد   | يواكيم فيشر نيلسن كريستينا بيدرسن    | 21-10، 5-21، 21-17  | الفائز |
| 2014 | عموم انجلترا المفتوحة                   | تونتوي أحمد   | تشانغ نان تشاو يونلي                 | 21-13، 21-17        | الفائز |
| 2014 | سنغافورة المفتوحة                       | تونتوي أحمد   | ريكي ويديانتو بوسبيتا ريتشي ديلي     | 21-15، 22-20        | الفائز |
| 2014 | الدنمارك المفتوحة                       | تونتوي أحمد   | شو تشن ما جين                        | 20-22، 15-21        | الوصيف |
| 2014 | فرنسا المفتوحة                          | تونتوي أحمد   | كريس أدكوك غابي أدكوك                | 21-9، 21-16         | الفائز |
| 2015 | عموم انجلترا المفتوحة                   | تونتوي أحمد   | تشانغ نان تشاو يونلي                 | 10-21، 10-21        | الوصيف |
| 2015 | كوريا المفتوحة                          | تونتوي أحمد   | تشانغ نان تشاو يونلي                 | 16-21، 15-21        | الوصيف |
| 2015 | الدنمارك المفتوحة                       | تونتوي أحمد   | كو سونج هيون كيم ها نا               | 22-20، 18-21، 9-21  | الوصيف |
| 2016 | ماليزيا المفتوحة                        | تونتوي أحمد   | تشان بينغ سون جوه ليو ينغ            | 23-21، 13-21، 21-16 | الفائز |
| 2016 | الصين المفتوحة                          | تونتوي أحمد   | تشانغ نان لي ينهوي                   | 21-13، 22-24، 21-16 | الفائز |
| 2016 | هونج كونج المفتوحة                      | تونتوي أحمد   | برافين جوردان ديبي سوسانتو           | 21-19، 21-17        | الفائز |
| 2017 | إندونيسيا المفتوحة                      | تونتوي أحمد   | تشنغ سيوي تشن تشينغشن                | 22-20، 21-15        | الفائز |
| 2017 | فرنسا المفتوحة                          | تونتوي أحمد   | تشنغ سيوي تشن تشينغشن                | 22-20، 21-15        | الفائز |

  نهائيات سلسلة سوبر بي دبليو إف العالمية
  السلسلة الممتازة من سلسلة السوبر بي دبليو إف العالمية.
  سلسلة السوبر بي دبليو إف العالمية

### سلسلة تحدي الاتحاد الدولي لكرة الريشة (15 لقب، 8 وصيف)

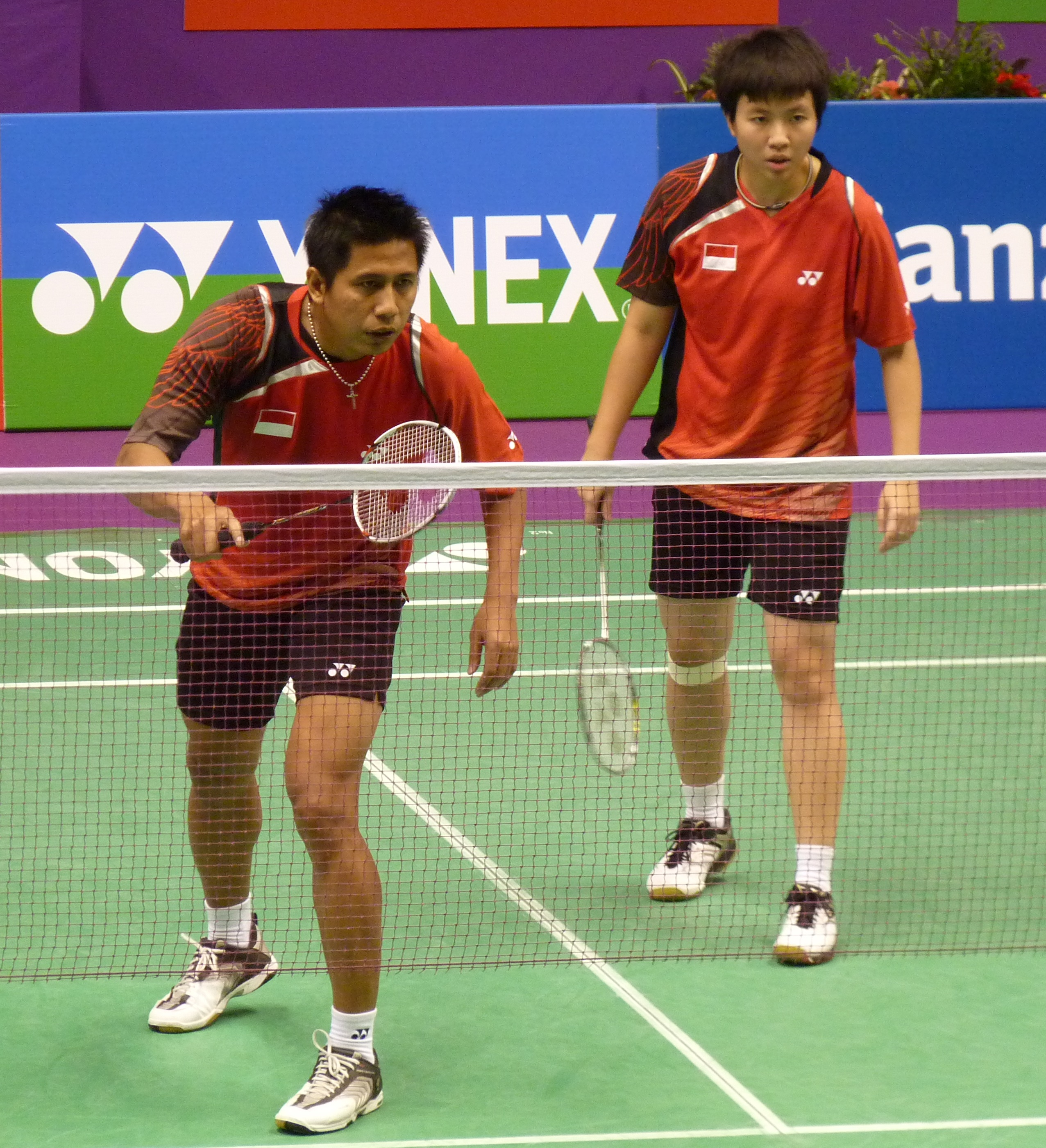
نوفا ويديانتو وناتسير

كان لدى بطولة "بي دبليو إف جراند براكس" مستويين هما: "جراند براكس" و"جراند براكس جولد". كانت عبارة عن سلسلة من بطولات تنس الطاولة المعترف بها من قبل الاتحاد الدولي لريشة الطائرة، ولعبت بين عامي 2007 و2017. كما تم الاعتراف ببطولة "وورلد بادمنتون جراند براكس" التي ينظمها الاتحاد الدولي لتنس الطاولة بين عامي 1983 و2006.زوجي سيدات
| سنة  | المسابقة                | شريك        | الخصم                     | نتيجة               | نتيجة  |
| ---- | ----------------------- | ----------- | ------------------------- | ------------------- | ------ |
| 2007 | تايبيه الصينية المفتوحة | فيتا ماريسا | تشينغ ون شينج شين يو تشين | 15-21، 21-17، 18-21 | الوصيف |

زوجي مختلط
| سنة  | المسابقة                       | شريك                   | الخصم                                | نتيجة               | نتيجة  |
| ---- | ------------------------------ | ---------------------- | ------------------------------------ | ------------------- | ------ |
| 2004 | سنغافورة المفتوحة              | نوفا ويديانتو          | كو كين كيت وونغ باي تي تي            | 15-1، 15-4          | الفائز |
| 2005 | سويسرا المفتوحة                | نوفا ويديانتو          | ناثان روبرتسون غيل إيمز              | 14-17، 6-15         | الوصيف |
| 2005 | إندونيسيا المفتوحة             | نوفا ويديانتو          | أنغون نوجروهو يونيتا تيتي            | 15-13، 15-1         | الفائز |
| 2006 | إندونيسيا المفتوحة             | نوفا ويديانتو          | شيه تشونغبو ‏ تشانغ ياوين ‏            | 19-21، 15-21        | الوصيف |
| 2006 | سنغافورة المفتوحة              | نوفا ويديانتو          | ناثان روبرتسون غيل إيمز              | 21-16، 20-22، 23-21 | الفائز |
| 2006 | تايبيه الصينية المفتوحة        | نوفا ويديانتو          | لي جاي جين ‏ لي هيو جونغ ‏             | 17-21، 23-21، 21-13 | الفائز |
| 2006 | كوريا المفتوحة                 | نوفا ويديانتو          | ينس إريكسن ميتي شولداغر              | 23-21، 21-18        | الفائز |
| 2006 | هونج كونج المفتوحة             | نوفا ويديانتو          | تشنغ بو تشاو تينغ تينغ ‏              | 20-22، 19-21        | الوصيف |
| 2006 | اليابان المفتوحة               | نوفا ويديانتو          | فلاندي ليمبيلي فيتا ماريسا           | 21-11، 18-21، 17-21 | الوصيف |
| 2007 | الفلبين المفتوحة               | نوفا ويديانتو          | هان سانغ هون هوانغ يو مي             | 21-17، 21-13        | الفائز |
| 2010 | جائزة ماليزيا الكبرى الذهبية   | ديفين لاهاردي فيتريوان | سودكيت براباكامول سارالي ثونجثونجكام | 13-21، 21-16، 21-17 | الفائز |
| 2010 | ماكاو المفتوحة                 | تونتوي أحمد            | هيندرا ابريدا جوناوان فيتا ماريسا    | 21-14، 21-18        | الفائز |
| 2010 | تايبيه الصينية المفتوحة        | تونتوي أحمد            | هيندرا ابريدا جوناوان فيتا ماريسا    | 20-22، 21-14، 20-22 | الوصيف |
| 2010 | جائزة إندونيسيا الكبرى الذهبية | تونتوي أحمد            | ماركيس كيدو ليتا نورليتا             | 21-11، 21-13        | الفائز |
| 2011 | جائزة ماليزيا الكبرى الذهبية   | تونتوي أحمد            | تشان بينغ سون جوه ليو ينغ            | 18-21، 21-15، 21-19 | الفائز |
| 2011 | تايبيه الصينية المفتوحة        | تونتوي أحمد            | كو سونج هيون إيوم هاي وون            | 22-24، 21-16، 17-21 | الوصيف |
| 2011 | ماكاو المفتوحة                 | تونتوي أحمد            | تشن هونغ لينغ تشينغ ون شينج          | جولة                | الفائز |
| 2012 | سويسرا المفتوحة                | تونتوي أحمد            | سودكيت براباكامول سارالي ثونجثونجكام | 21-16، 21-14        | الفائز |
| 2012 | جائزة إندونيسيا الكبرى الذهبية | تونتوي أحمد            | محمد رجال ديبي سوسانتو               | 21-19، 21-14        | الفائز |
| 2012 | ماكاو المفتوحة                 | تونتوي أحمد            | محمد رجال ديبي سوسانتو               | 21-16، 14-21، 21-16 | الفائز |
| 2013 | جائزة إندونيسيا الكبرى الذهبية | تونتوي أحمد            | برافين جوردان فيتا ماريسا            | 20-22، 21-9، 14-21  | الوصيف |
| 2015 | ماسترز إندونيسيا               | تونتوي أحمد            | برافين جوردان ديبي سوسانتو           | 21-18، 21-13        | الفائز |

  بطولة "بي دبليو إف جراند براكس جولد"
  بطولة "بي دبليو إف وآي بي إف جراند براكس"